# Francisco del Paso y Troncoso
Francisco del Paso y Troncoso (Veracruz, 8 de octubre de 1842 - Florencia, 30 de abril de 1916) fue un historiador mexicano, profesor de náhuatl y director del Museo Nacional de Arqueología, Historia y Etnología de la Ciudad de México en dos ocasiones (1889-1890, 1891).
Se sabe que nació en el Puerto de Veracruz en el año de 1842 y que durante su juventud estudió la carrera de Medicina. Sin embargo, decidió no graduarse y prefirió continuar sus estudios en la rama de la incipiente ciencia de la Antropología.
La indagación en fuentes documentales, tanto de procedencia indígena como de autores españoles del siglo XVI, lo llevó a publicar sus obras en los Anales del Museo Nacional de México y a partir de 1889 tomó por poco tiempo la dirección de dicha institución. Una de sus principales contribuciones fue dar a conocer la hasta entonces inédita y casi olvidada obra de fray Bernardino de Sahagún, la cual se encontraba archivada en Madrid y Florencia dándole por título a dicha publicación: Historia general de las cosas de Nueva España. En Madrid, realizó la edición parcial en facsímile de los Códices matritenses en cinco volúmenes (1905-1907).
Desde julio de 1884 fue miembro de número de la Academia Mexicana de la Lengua. También fue miembro de la Real Academia de la Historia de España y de la Asociación de Escritores y Artistas Españoles. Recibió el nombramiento de presidente de la Comisión Mexicana en la Exposición Histórica Americana con la cual se conmemoraría en Madrid, España, en 1892, el cuarto centenario del descubrimiento de América.
Recordado por sus importantes descubrimientos arqueológicos y por el reconocimiento que obtuvo en países como España, Francia y Gran Bretaña.
Murió el 30 de abril de 1916, en Florencia, Italia, adonde había llegado con el propósito de estudiar el Códice Florentino. Sus restos descansan en el recinto sede del Instituto Veracruzano de la Cultura (IVEC), en el exconvento Betlehemita de la ciudad de Veracruz.

## Obras
En México publicó trabajos como:
- Historia de la medicina en México (1884)
- Lingüística de la República Mexicana (1886)
- Códice Indiano del Sr. Sánchez Solís (1888)
- Ensayos sobre símbolos cronológicos de los mexicanos (1892)
- Estudio sobre la historia de la medicina en México (1896)
- Los trabajos de Don Miguel Trinidad Palma (1897)